# (8008) 1988 TQ4
A (8008) 1988 TQ4 a Naprendszer kisbolygóövében található aszteroida. Y. Oshima fedezte fel 1988. október 10-én.